# Svensk Förening för Medicinsk Radiologi
Svensk Förening för Medicinsk Radiologi (SFMR; 2010–2015 Svensk Förening för Bild- och Funktionsmedicin, SFBFM) är en sammanslutning för svenska yrkesutövare och andra som är intresserade av bild- och funktionsmedicin. Föreningen är Svenska Läkaresällskapets sektion och Sveriges läkarförbunds specialitetsförening för medicinsk radiologi. SFMR har kursverksamhet samt anordnar Röntgenveckan. 2012 hade föreningen cirka 1 300 medlemmar.

## Delföreningar
Svensk förening för bild- och funktionsmedicin innefattar följande delföreningar:
- Delföreningen för nuklearmedicin
- Seldingersällskapet för vaskulär och interventionell radiologi
- Svensk förening för gastrointestinal radiologi
- Svensk förening för muskuloskeletal radiologi
- Svensk förening för neuroradiologi
- Svensk förening för pediatrisk radiologi
- Svensk förening för radiologisk bröstdiagnostik
- Svensk förening för thoraxradiologi
- Svensk uroradiologisk förening – SURF
- Ungt forum inom SFMR